# ちまきやホールディングス

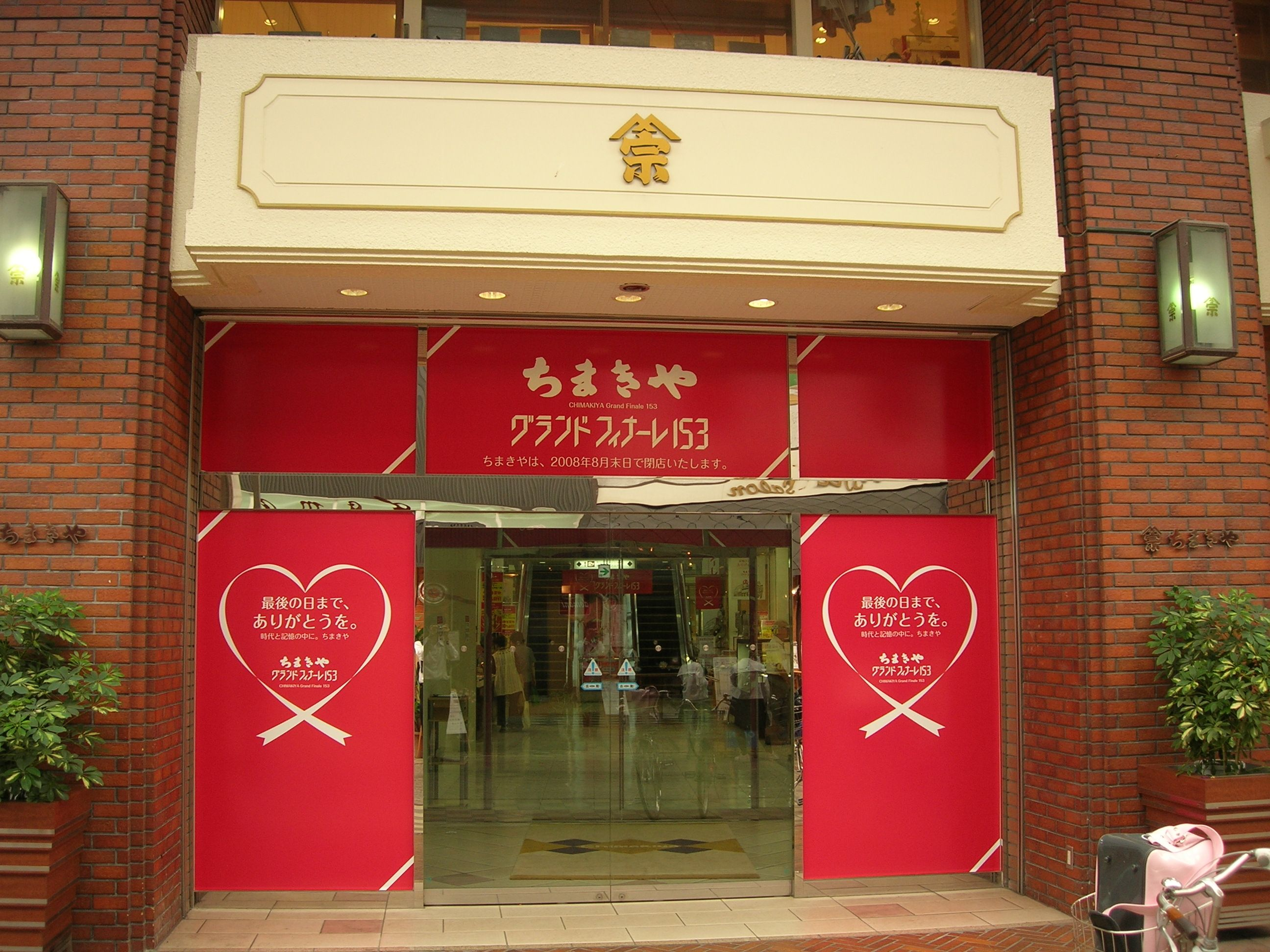
閉店セール時のちまきや

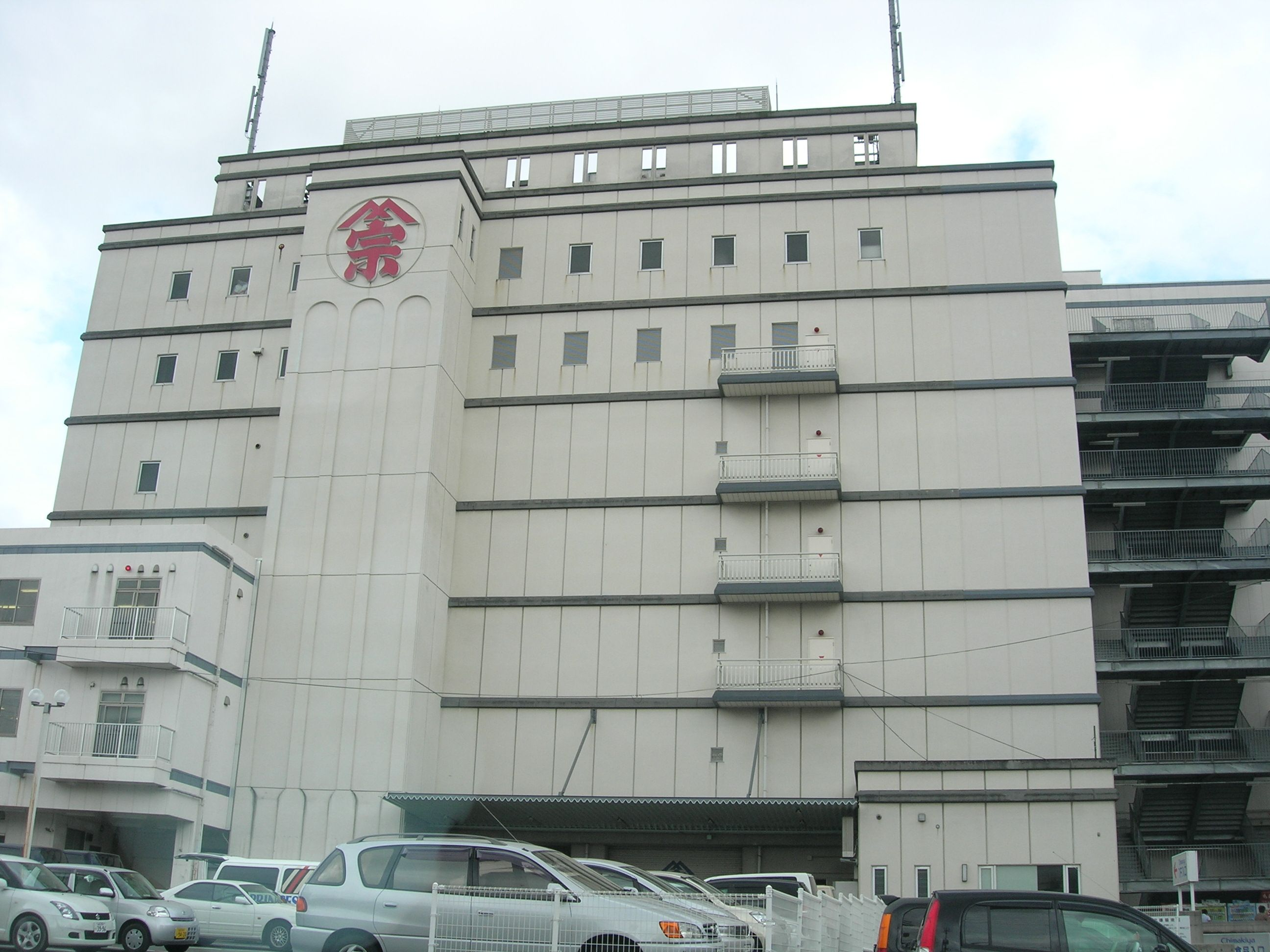
ちまきやとして営業していた頃の山口店（駐車場側より）。閉店後ちまきやマークは撤去されたが、その後井筒屋マークの設置などは行われていない。

ちまきやホールディングス株式会社は、山口県山口市中市町にある企業。かつて百貨店を営業し、日本百貨店協会会員であった。

## 歴史
もとは株式会社ちまきやで、1855年（安政2年）に「八木呉服店」として創業した老舗の独立系百貨店であった。
商標である「山の下に宗」（八の下に宗）のマークは創業者の初代八木宗十郎（八木宗兵衛）にちなむと言われている。また屋号も八木宗十郎の「八木宗」を組み合わせると「粽（ちまき）」という漢字にできることに由来し、1864年（元治元年）に毛利候よりちまきやの称号を与えられたものとされている。
創業後は「八木宗十郎」という名を創業家の当主が代々名乗り、2代目八木宗十郎は1907年（明治40年）に山口商工会議所の前身の山口実業談話会を設立して初代会長となり、1929年（昭和4年）に市制施行された初代山口市長も務めたほか、3代目八木宗十郎が山口商工会議所会頭を25年務めるなど代々山口の政財界の中心人物の一人として活躍した。
1930年（昭和5年）に山口県で初めて百貨店化して「ちまきや八木百貨店」に商号を変更（この時代の名残で最後まで地元の人の中には、ちまきやのことを「八木」（やぎ）と呼ぶ者もいた）し、1933年（昭和8年）には当時の宇部電気鉄道による誘致を受けて宇部市にも出店。
1961年（昭和36年）には鉄筋コンクリート造3階建ての新店舗を建設して品揃えを充実させるなど、山口を代表する百貨店として発展を続けた。
また、1964年（昭和39年）には百貨店以外に、防府市車塚に現在の生活協同組合コープやまぐちと共同で、当時の防府としては近代的な店舗であったショッピングセンター「ちまきやコープ」を開店させた。
しかし、その5年後の1969年（昭和44年）には「ちまきやコープ」から撤退すると共に宇部電気鉄道の国有化後に子会社となっていた宇部ちまきやを北九州市に本店を置く井筒屋との共同出資による井筒屋ちまきやとし、1972年（昭和47年）に井筒屋の単独出資となり宇部井筒屋とするなど山口本店に経営資源を集約した。
1981年（昭和56年）には三越と提携して旧山口中央郵便局跡地の現在地へ移転して中心市街地にある商店街の核店舗として営業し、ピーク時には売上高85億円に達したが、モータリゼーションの進展により客足を奪まれた。
そこで1998年（平成10年）11月20日には20億円以上を投資して店舗面積を19,957m2に拡張する大規模増床を行って郊外型のショッピングセンターに対抗したが、景気の低迷に伴う個人消費の伸び悩みの影響もあり、改装前の1997年（平成9年）1月期には売上高79.02億円だったのが、2000年（平成12年）1月期には売上高72.58億円、2005年（平成17年）1月期で売上高約67億円と減少が続き、業績は好転しなかった。
そのため2004年（平成16年）に創業家の八木宗十郎が自宅を含めた私財を提供すると共に社長を退任して創業家が経営権を手離し、主力銀行の山口銀行が整理回収機構の企業再編ファンド機能を活用して63億円の金融支援を行って、同行元取締役の西村清司を社長に就任させて再建に当たることとなった。
その再建策の一環として2005年（平成17年）3月3日に4億円を投じて食品・雑貨を中心として強化する大規模な改装を行って黒字転換を目指したが、2005年（平成17年）1月期の約67億円から2007年（平成19年）1月期で売上高が73億円へ回復させたものの、2008年（平成20年）1月期で売上高が70.46億円と伸び悩んだ。
そして、2007年（平成19年）9月に北九州市に本店を置く井筒屋と業務提携して執行役員1人を含む幹部3人を受け入れて経営改善策を模索したものの、地方百貨店が単独で経営しても商品を充実させることが困難として、2007年（平成19年）11月14日に井筒屋と共に記者会見し、2008年（平成20年）8月31日にちまきやとしての百貨店の営業を終え、全従業員は一旦解雇し、全店舗を井筒屋子会社でかつてのちまきや子会社の宇部井筒屋が借りて山口井筒屋として2008年（平成20年）10月開業すると発表した。
入口で閉店までの日数をカウントダウンしながら閉店セール「グランドフィナーレ153」を行ったが、山口井筒屋の開業に向けた改装工事が優先されて8月17日に地下の食品売り場を先行して閉鎖し、2008年（平成20年）8月31日19時にちまきやとしての百貨店の営業を終え、153年に及ぶ歴史に終止符を打った。

### 山口井筒屋の開業と組織変更
2007年（平成19年）11月14日の記者会見で宇部井筒屋が母体となり、社名を「山口井筒屋」に変更・本社を山口市に移転して再出発することを発表。
株式会社ちまきやは、百貨店廃業にあたり、店舗の土地・建物を管理する子会社としてちまきやホールディングス株式会社を設立し、宇部井筒屋との契約を締結。百貨店廃業後、両社は合併したが、社名は子会社のものを採用したため、現在の社名はちまきやホールディングス株式会社となっている。
なお、山口井筒屋本店の開業日は、最終的に2008年（平成20年）10月3日となった。

## かつての関連会社
- ちまきやカードサービス[1]
- ちまきや宝飾[1]